# یوتی‌سی ۲:۰۰+
| آبی روشن | زمان اروپای غربی (یوتی‌سی ۰۰:۰۰+)                                             |
| آبی      | زمان اروپای غربی (یوتی‌سی ۰۰:۰۰+) زمان تابستانی اروپای غربی (یوتی‌سی ۰۱:۰۰+)   |
| قرمز     | زمان اروپای مرکزی (یوتی‌سی ۰۱:۰۰+) زمان تابستانی اروپای مرکزی (یوتی‌سی ۰۲:۰۰+) |
| بژ       | زمان اروپای شرقی (یوتی‌سی ۰۲:۰۰+) ساعت تابستانی اروپای شرقی (یوتی‌سی ۰۳:۰۰+)   |
| زرد      | زمان شرق دور اروپا (یوتی‌سی ۰۳:۰۰+)                                           |
| سبز روشن | زمان مسکو (یوتی‌سی ۰۴:۰۰+)                                                    |

| سیاه    | یوتی‌سی ۱:۰۰-: زمان کیپ ورد                                                                       |
| سبز     | ساعت هماهنگ جهانی: ساعت گرینویچ                                                                  |
| آبی     | یوتی‌سی ۱:۰۰+: زمان اروپای مرکزی · زمان غرب آفریقا                                                |
| قرمز    | یوتی‌سی ۲:۰۰+: زمان شرق اروپا · زمان آفریقای مرکزی · ساعت رسمی مصر · زمان استاندارد آفریقای جنوبی |
| زرد     | یوتی‌سی ۳:۰۰+: زمان شرق آفریقا                                                                    |
| خاکستری | یوتی‌سی ۴:۰۰+: زمان موریس · زمان سیشل                                                             |

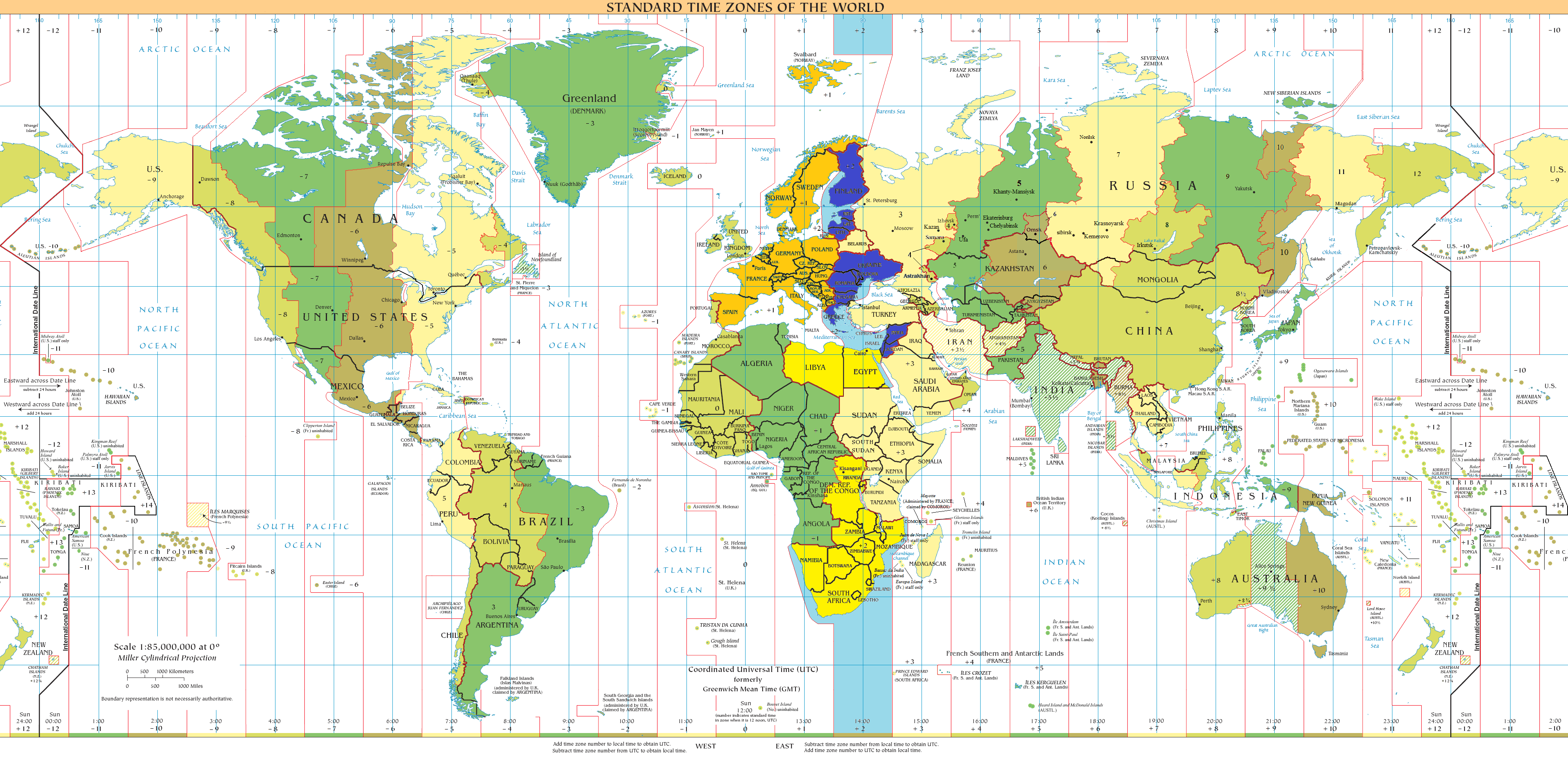
UTC+02 2010: آبی (دسامبر), نارنجی (June), زرد (تمام سال), آبی روشن - محدوده دریا

هم‌اکنون زمان‌بندی گرینویچ به علاوه ۲:۰۰+ (به انگلیسی: UTC+02:00) برای اندازه‌گیری زمان کاربرد دارد.

## زمان استاندارد در تمام سال

### زمان مرکز آفریقا
- بوتسوانا
- بوروندی
- جمهوری دموکراتیک کنگو (نیمه شرقی)
  - Kasai-Occidental, Kasai-Oriental, استان کاتانگا، مانیما،  Nord-Kivu, استان اورینتال،  Sud-Kivu
- مصر
- لسوتو
- لیبی
- رواندا
- مالاوی
- موزامبیک
- نامیبیا
- آفریقای جنوبی (SAST - زمان استاندارد جنوب آفریقا)
- سوازیلند
- زامبیا
- زیمبابوه

## زمان استاندار نیمکره شمالی

### اروپای شرقی an Time- Territories observing اروپا an Union DST rules
- بلغارستان
- قبرس
- استونی
- فنلاند (including جزایر آلند)
- یونان
- لتونی
- لیتوانی
- مولداوی
- رومانی
- ترکیه
- اوکراین

### مناطقی که از استاندارد DST استفاده می‌کنند
- لبنان
- اسرائیل
  - کرانه باختری رود اردن
  - نوار غزه

## وقت تابستانی نیمکره شمالی

### طمان تابستانه مرکز اروپا
- آلبانی
- آندورا
- اتریش
- بلژیک
- بوسنی و هرزگوین
- کرواسی
- جمهوری چک
- دانمارک
- فرانسه
- آلمان
- جبل طارق (انگلستان)
- مجارستان
- ایتالیا
- لیختن‌اشتاین
- لوکزامبورگ
- جمهوری مقدونیه
- مالت
- موناکو
- مونته‌نگرو
- هلند
- نروژ، شامل:
  - سوالبارد و یان ماین، جزیره بووه
- لهستان
- سن مارینو
- صربستان
- اسلواکی
- اسلوونی
- اسپانیا (به جز جزایر قناری)
- سوئد
- سوئیس
- واتیکان